# Tanimbar-szigeteki ásótyúk
A Tanimbar-szigeteki ásótyúk (Megapodius tenimberensis) a madarak osztályának tyúkalakúak (Galliformes) rendjébe és az ásótyúkfélék (Megapodiidae) családjába tartozó faj.

## Rendszerezése
A fajt Philip Lutley Sclater angol ügyvéd és zoológus írta le 1883-ban.

## Előfordulása
Az Indonéziához tartozó Tanimbar-szigetek területén honos. Természetes élőhelyei a szubtrópusi és trópusi síkvidéki esőerdők, valamint másodlagos erdők.

## Megjelenése
Testhossza 35-47 centiméter.

## Természetvédelmi helyzete
Az elterjedési területe nem nagy és gyorsan csökken, egyedszáma 670-6700 példány közötti és szintén csökken. A Természetvédelmi Világszövetség Vörös listáján sebezhető fajként szerepel.